# さえずりの夢、彩とり鳥のセカイ
『さえずりの夢、彩とり鳥のセカイ』（さえずりのゆめ、いろとりどりのセカイ）は日本の声優、米澤円のデビューコンセプト・アルバム。

## 概要
2014年6月6日、同年8月6日に米澤円のビクターエンタテインメントからのメジャーデビューとアルバムタイトルが米澤自身のTwitterとYouTubeのビクターミュージックチャンネルにて発表された。
初回限定盤と通常盤の2種類があり、初回限定盤には「キミと世界エレジー」のミュージックビデオとメイキング、伊東久美子と平野妹との3人のお茶会が収録されたDVDが付属されるほか、コミック版『Another』の作画を担当した清原紘がジャケットイラストを描き下ろしている。
アニメイトやゲーマーズの店舗においてリリース記念イベントも開催される。

## 収録曲
1. -再会- (instrumental)
作曲・編曲：鈴木大記 (クランジィ)[9][10]
2. キミと世界エレジー
作詞・作曲・編曲：鈴木大記[9][10]
テレビ東京『アニメマシテ』2014年8月期オープニングテーマ[11]
3. あしたのしおり
作詞・作曲・編曲：鈴木大記[9][10]
4. 忘想花
作詞・作曲・編曲：三矢禅晃 (クランジィ)[9][10]
5. -昨日- (instrumental)
作曲・編曲：鈴木大記[9][10]
6. コロコロココロ
作詞・作曲・編曲：三矢禅晃[9][10]
7. 擬態スマイル
作詞・作曲：織川仁 編曲：鈴木大記[9][10]
8. コスモダウト
作詞：鈴木大記 作曲・編曲：若林友一 (クランジィ)[9][10]
9. -胸懐- (instrumental)
作曲・編曲：鈴木大記[9][10]
10. 煉獄スカーレット
作詞・作曲：小野翔平 編曲：小野翔平 (クランジィ)、瀬恒啓[9][10]
11. LINKS
作詞・作曲：潮片秋乃 編曲：鈴木大記[9][10]
12. ハートフル・ドリーマー
作詞：小野翔平 作曲：小野翔平、鈴木大記 編曲：鈴木大記[9][10]
13. -最初- (instrumental)
作曲：堀江晶太 編曲：齋藤優輝、堀江晶太[9][10]